# Mario Cingolani

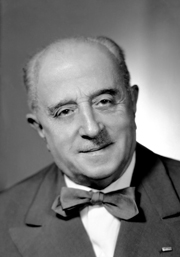
Mario Cingolani

Mario Cingolani (* 2. August 1883 in Rom; † 8. April 1971) war ein italienischer Politiker der Democrazia Cristiana (DC), der unter anderem Luftfahrt- und Verteidigungsminister war.

## Leben
Cingolani absolvierte nach dem Schulbesuch ein Chemiestudium an der Universität La Sapienza.
Er wurde am 1. Dezember 1919 Mitglied der Abgeordnetenkammer (Camera dei deputati) des Königreichs Italien und gehörte dieser von der 25. bis zum Ende der 27. Legislaturperiode am 29. Januar 1929 an. Während dieser Zeit fungierte er zwischen dem 26. Februar und dem 28. Oktober 1922 als Unterstaatssekretär im Arbeitsministerium im ersten und zweiten Kabinett von Ministerpräsident Luigi Facta.
Nach dem Ende des Zweiten Weltkrieges wurde er als Vertreter der Democrazia Cristiana am 25. September 1945 Mitglied des Nationalrates (Consulta Nazionale) sowie anschließend am 25. Juni 1946 Mitglied der Verfassunggebende Versammlung (Assemblea Costituente), der er bis zum 31. März 1948 angehörte. Während seiner Mitgliedschaft in der Verfassunggebenden Versammlung war er zwischen Juni und Juli 1946 Mitglied des Wahlausschusses.
Danach berief ihn Ministerpräsident Alcide De Gasperi am 13. Juli 1946 zum Luftfahrtminister (Ministro dell’Aeronautica) in dessen zweites Kabinett, dem er bis zum 2. Februar 1947 angehörte. Danach fungierte er seit dem 12. Februar 1947 als stellvertretender Vorsitzender der DC-Fraktion in der Verfassunggebenden Versammlung.
Wenige Monate später übernahm Cingolani am 31. Mai 1947 im vierten Kabinett von Ministerpräsident De Gasperi das Amt des Verteidigungsministers (Ministro della Difesa) und übte dieses bis zum 15. Dezember 1947 aus.
Gleichzeitig war er seit Juli 1947 Mitglied des Innenausschusses.
Am 31. März 1948 wurde Cingolani Mitglied des neu geschaffenen Senats (Senato della Repubblica) und gehörte diesem als Vertreter der DC von der ersten bis zum Ende der vierten Legislaturperiode am 4. Juni 1968 an. Während seiner Mitgliedschaft im Senat war er von Oktober 1953 bis Mai 1963 Mitglied des Ausschusses für die Aufsicht über den Rundfunk (Commissione parlamentare per la vigilanza sulle Radiodiffusione).